# Celidota decorsei
Celidota decorsei är en skalbaggsart som beskrevs av Leon Fairmaire 1901. Celidota decorsei ingår i släktet Celidota och familjen Cetoniidae. Inga underarter finns listade.